# Movie Park Studios
Movie Park Studios of voluit Movie Park Studio Tour is een overdekte achtbaan in het Duitse pretpark Movie Park Germany. Het is Duitslands eerste Multidimensional Coaster van de bouwer Intamin. De attractie werd geopend op 23 juni 2021. 

## Kenmerken
De attractie bevindt zich in een gebouw van 3800 m² waar voorheen Ice Age Adventure en daarvoor Looney Tunes Adventure te vinden was.
De lengte van de baan is 532 meter en de topsnelheid is circa 60 km/u. De rit kent twee lanceringen, waarvan 1 achterwaarts. De baan heeft ook een 360° platform. Op de baan kunnen drie treintjes rijden met ieder twee karretjes.
Ook bevat de rit van de attractie veel knipogen naar het verleden. Zo worden er decoratie hergebruikt uit vroegere attracties zoals Cop Car Chase, Movie Magic Studios en Gremlins Invasion.
Deze achtbaan is de eerste dubbele gelanceerde indoor rollercoaster en tevens de eerste indoor coaster met achterwaartse versnelling van Europa.

## Ritverloop
Bezoekers treden binnen in een studio en krijgen te horen dat regisseur Steven Thrillberg (een verwijzing naar Steven Spielberg) bezig is met de opname van drie films. Al snel wordt de rondleiding overgenomen door een hysterische filmklapper die zich Sam noemt. Daarna passeren bezoekers de tekentafels, bouwtekeningen en schaalmodellen van de huidige attracties die in Movie Park te vinden zijn. In het station, in art-decostijl, stapt men als bezoeker in een van de karretjes die door de kantoren en langs het archief leiden, dan passeert men de eerste scène van een rampenfilm, waarna men achterwaarts rijdt naar de tweede scène (een racefilm). Daarna volgt er een lancering naar het buitenstuk van de rit en rijden bezoekers onder een lekkende watertoren de studio weer binnen naar de laatste scène, waar King Kong op hen wacht. In totaal passeert de baan twaalf scènes.
Lijst van attracties in Movie Park Germany · Police Academy Stunt Show · afbeeldingen
Huidige attracties: Avatar Air Glider ·
Backyardigans Mission to Mars · The Bandit · Bermuda Triangle - Alien Encounter · Crazy Surfer · Dora's Big River Adventure · Fairy World Spin ·
Ghost Chasers · Jimmy Neutron's Atomic Flyer · MP Xpress · Excalibur - Secrets of the Dark Forest · NYC Transformer · Roxy · Side Kick · SpongeBob Splash Bash · Star Trek: Operation Enterprise · The High Fall · The Lost Temple · Time Riders · Van Helsing's Factory
Voormalige attracties: Batman Adventure · Cop Car Chase · Danny Phantom Ghost Zone · Gremlins Invasion · Ice Age Adventure · Josie's Bath House · Looney Tunes Adventure · Studio Tour · Unendliche Geschichte · Mystery River
Themagebieden: Federation Plaza · Hollywood Street Set · Nickland · Santa Monica Pier · Streets of New York · The Old West